# Stuwmeer

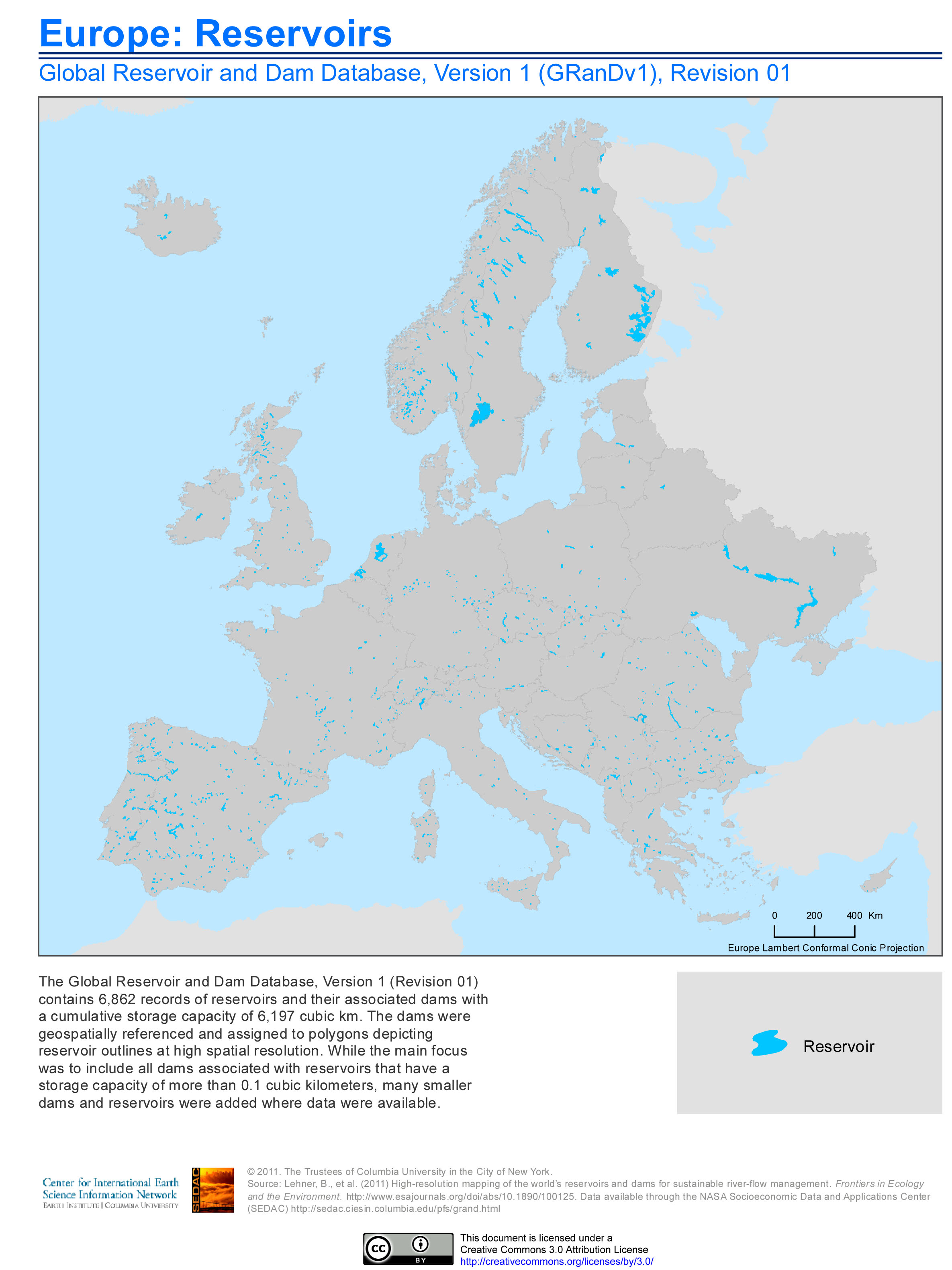
Kaart van stuwmeren in Europa.

Een stuwmeer ontstaat doordat de loop van een rivier wordt onderbroken.
Een natuurlijk stuwmeer ontstaat doordat de loop van een rivier op natuurlijke wijze wordt onderbroken, bijvoorbeeld door een sneeuwlawine, ijsvorming of een aardverschuiving. Doordat het water zich erachter ophoopt zal het ooit eens ergens tot een doorbraak moeten komen. Geologisch onderzoek heeft uitgewezen dat zich na afloop van de laatste ijstijd in Noord-Amerika op deze wijze meerdere gigantische overstromingen hebben voorgedaan.
Een kunstmatig stuwmeer ontstaat na ingrijpen van de mens zoals de aanleg van een stuwdam. Redenen voor de aanleg kunnen zijn als regulator en voorraad voor irrigatie of drinkwater of voor de opwekking van elektriciteit. Met het grote verval dat op deze manier ontstaat kan een turbine worden aangedreven die een generator laat draaien. Op deze manier wordt schone elektrische energie opgewekt.
Ook is gebleken dat de aanleg van stuwmeren de zeespiegelstijging tegengaat. Wereldwijd is ongeveer 10.800 km³ (10,8 biljoen ton) water opgeslagen in kunstmatige stuwmeren. Als al dit water onmiddellijk weer in zee terecht zou komen, zou de zeespiegel wereldwijd 3 centimeter stijgen. Zonder stuwdammen zou de stijging van het zeeniveau als gevolg van de opwarming van de Aarde groter zijn dan de nu waargenomen stijging.
Nadelen van het bouwen van extreem grote dammen met dito meren tot gevolg zijn:
- landbouwgrond en waardevolle natuurgebieden verdwijnen onder het water;
- bewoners van het te inunderen gebied moet alternatieve woonruimte aangeboden worden, vaak in de vorm van transmigratiedorpen;
- de migratie van vissen wordt geblokkeerd;
- het meegevoerde sediment wordt voor de dam tegengehouden, hierdoor wordt landbouwgrond stroomafwaarts niet verrijkt (zie bijvoorbeeld de Aswandam) of de wateropslagcapaciteit wordt verminderd (voorbeeld: Sanmenxiadam);
- de schade bij het doorbreken van grote dammen is enorm.

De noodzakelijke verplaatsing kan voor  bewoners grote, ook emotionele impact hebben zoals bijvoorbeeld beschreven wordt in het lied La maison est en ruine van de Franse zanger Michel Delpech.

## Voorbeelden
Het Karibameer in Zambia en Zimbabwe is het met een volume van 185 km³ het grootste stuwmeer ter wereld. Qua wateroppervlak zijn het Voltameer (8500 km²) in Ghana en het Smallwood Reservoir (6527 km²) in Canada de grootste ter wereld. Het enige stuwmeer in Nederland is de Cranenweyer in de Anstelvallei in Kerkrade.

## Galerij

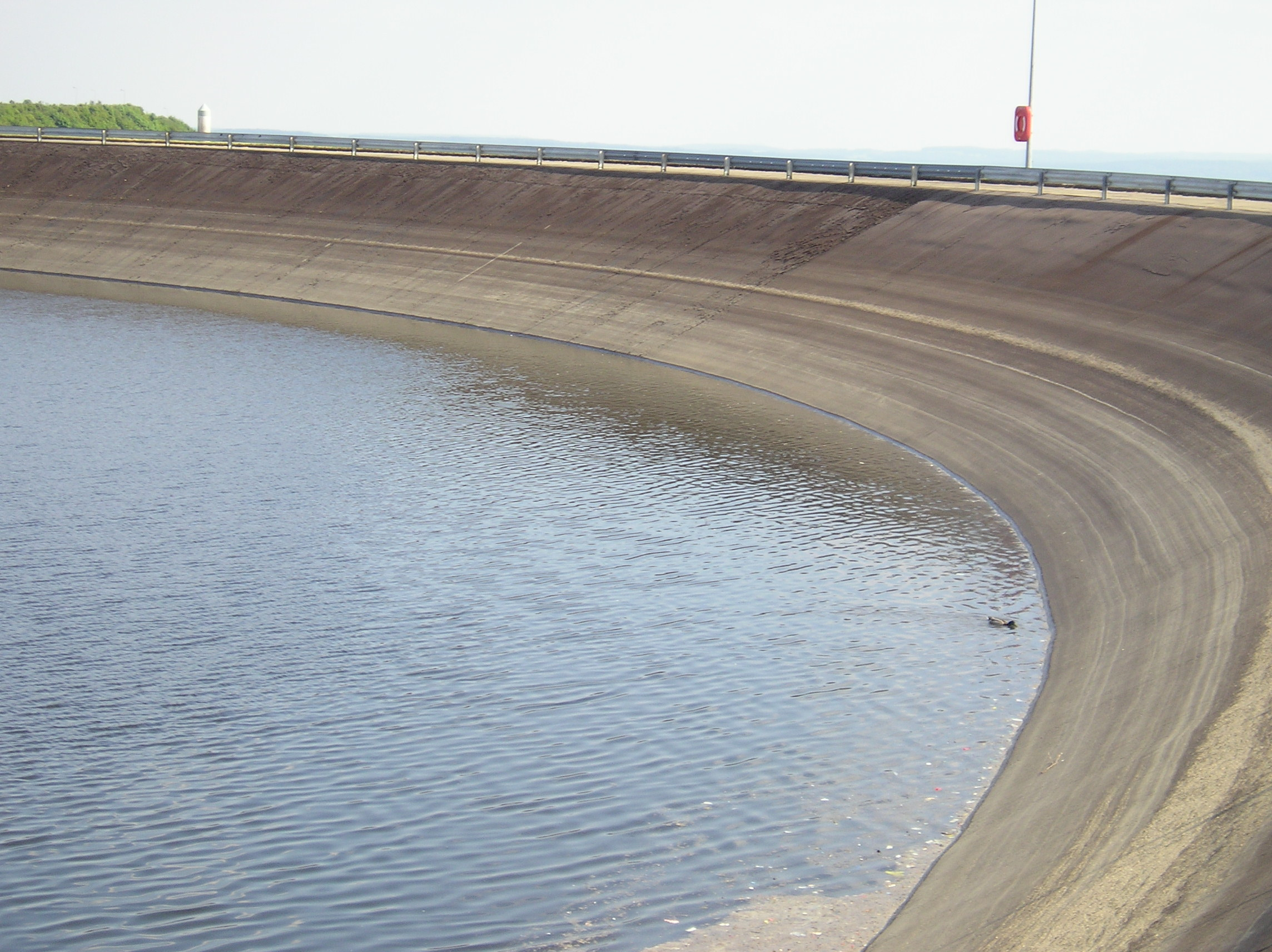
Stuwmeer bij Vianden
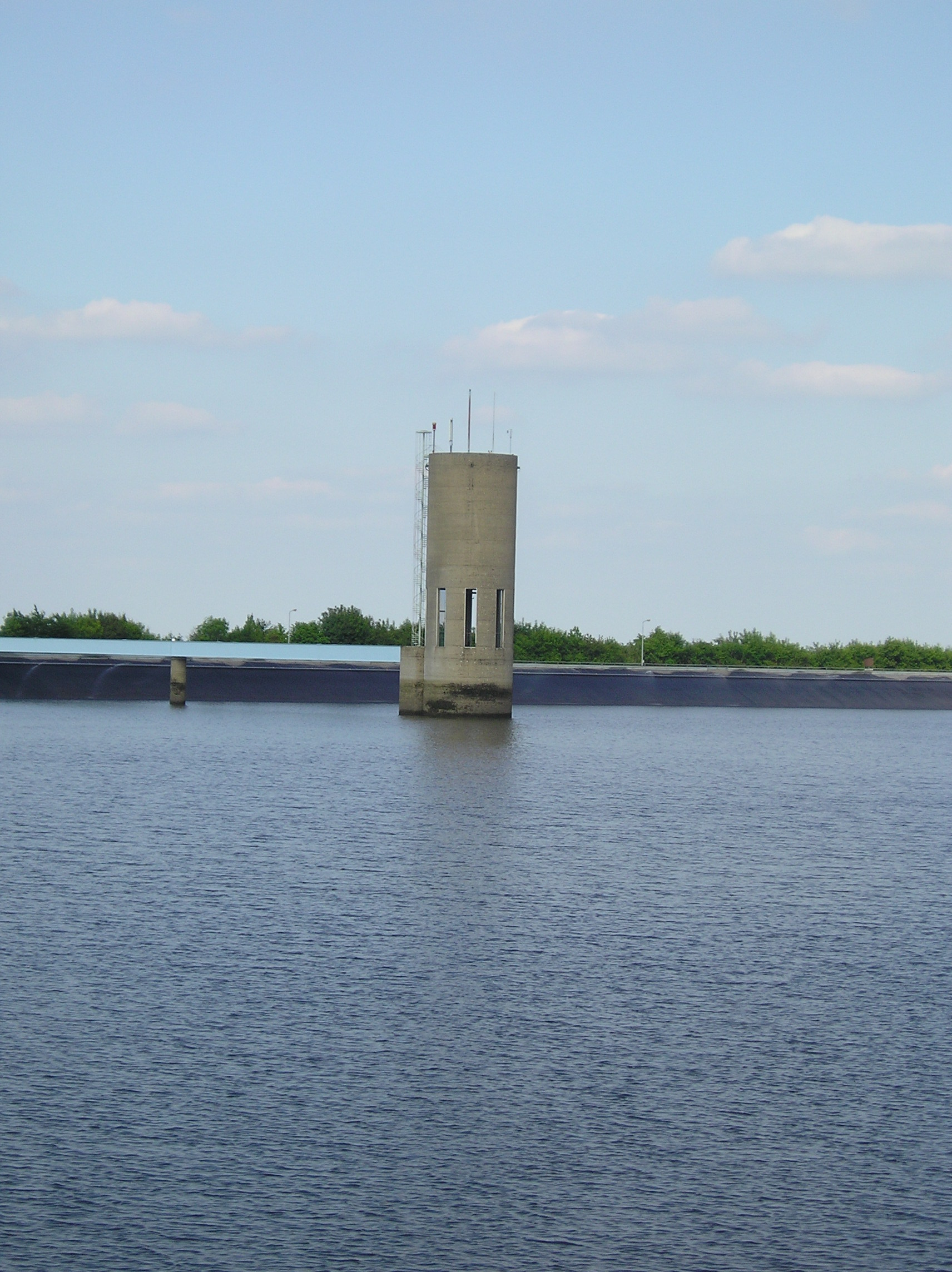
Stuwmeer Vianden - toren
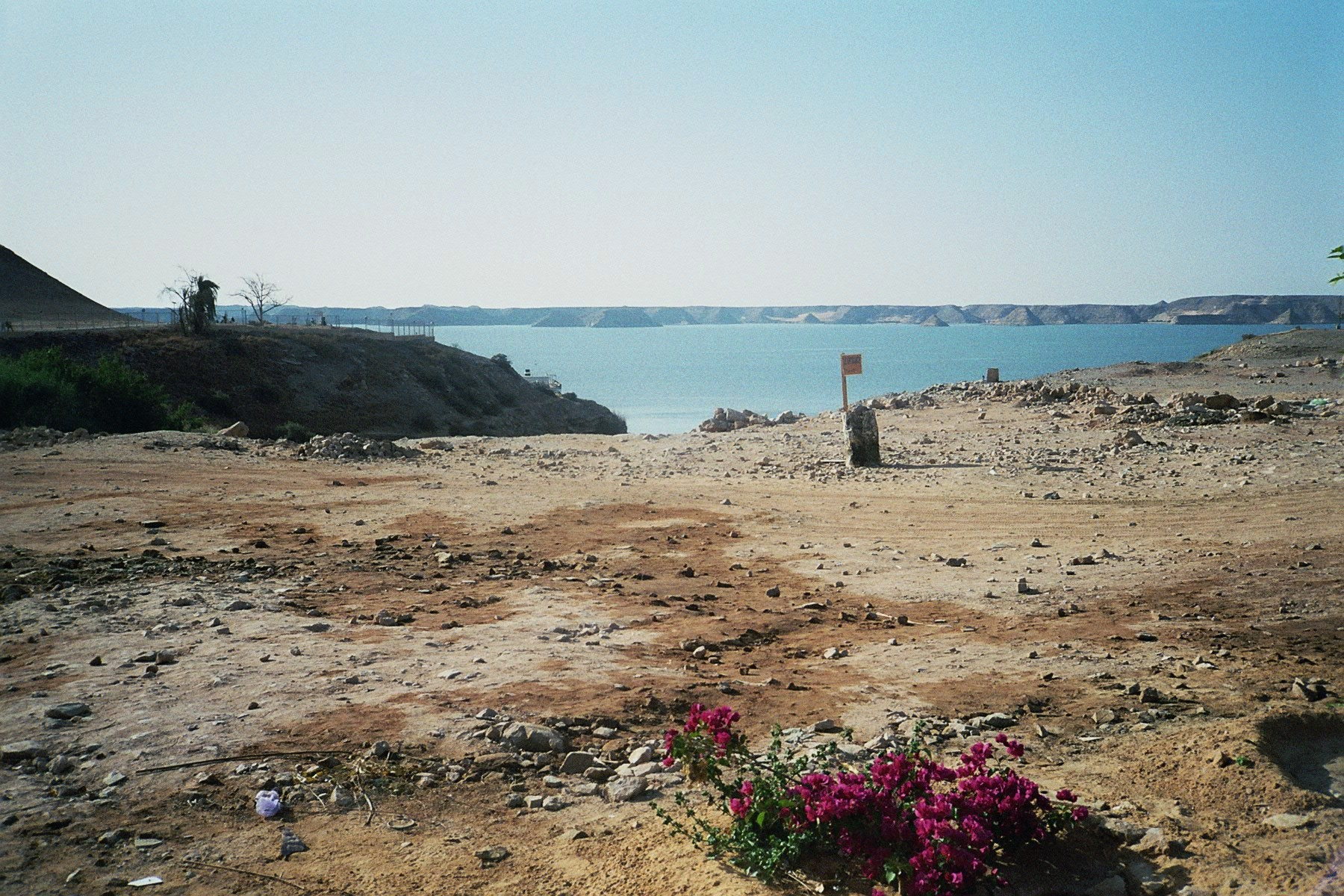
Nasserstuwmeer, Egypte
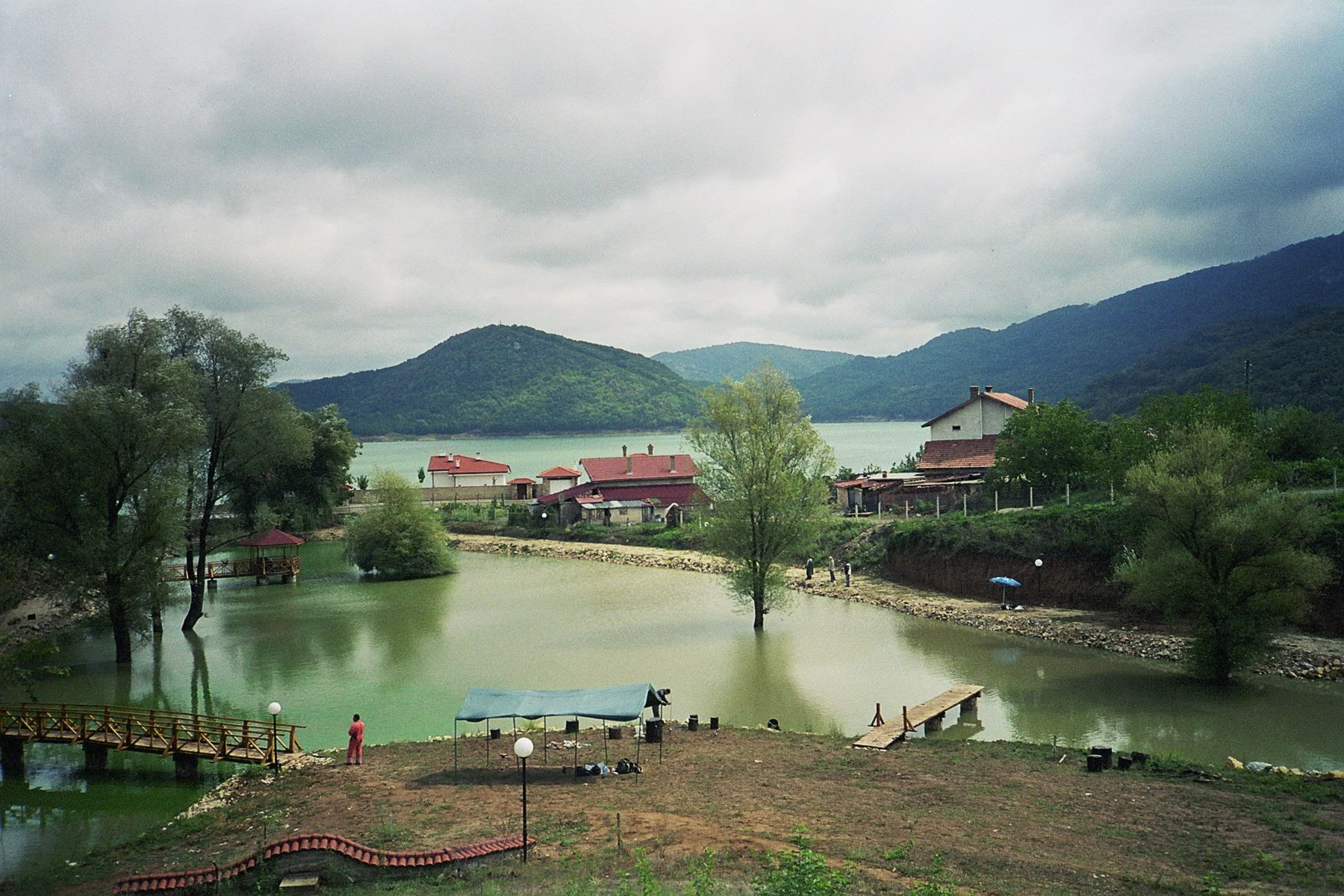
Tsonevostuwmeer, Bulgarije
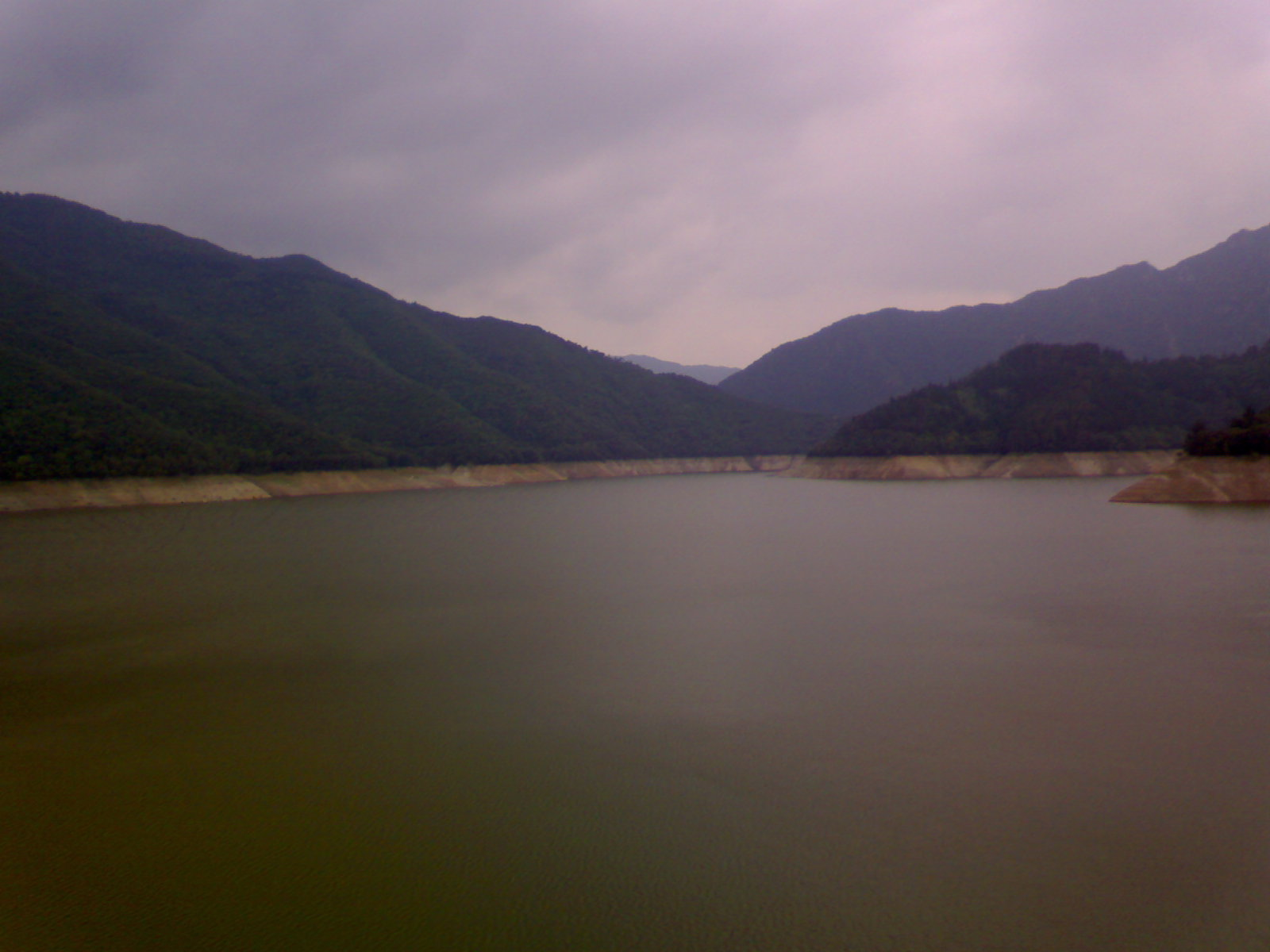
Pantano de Susqueda, Spanje
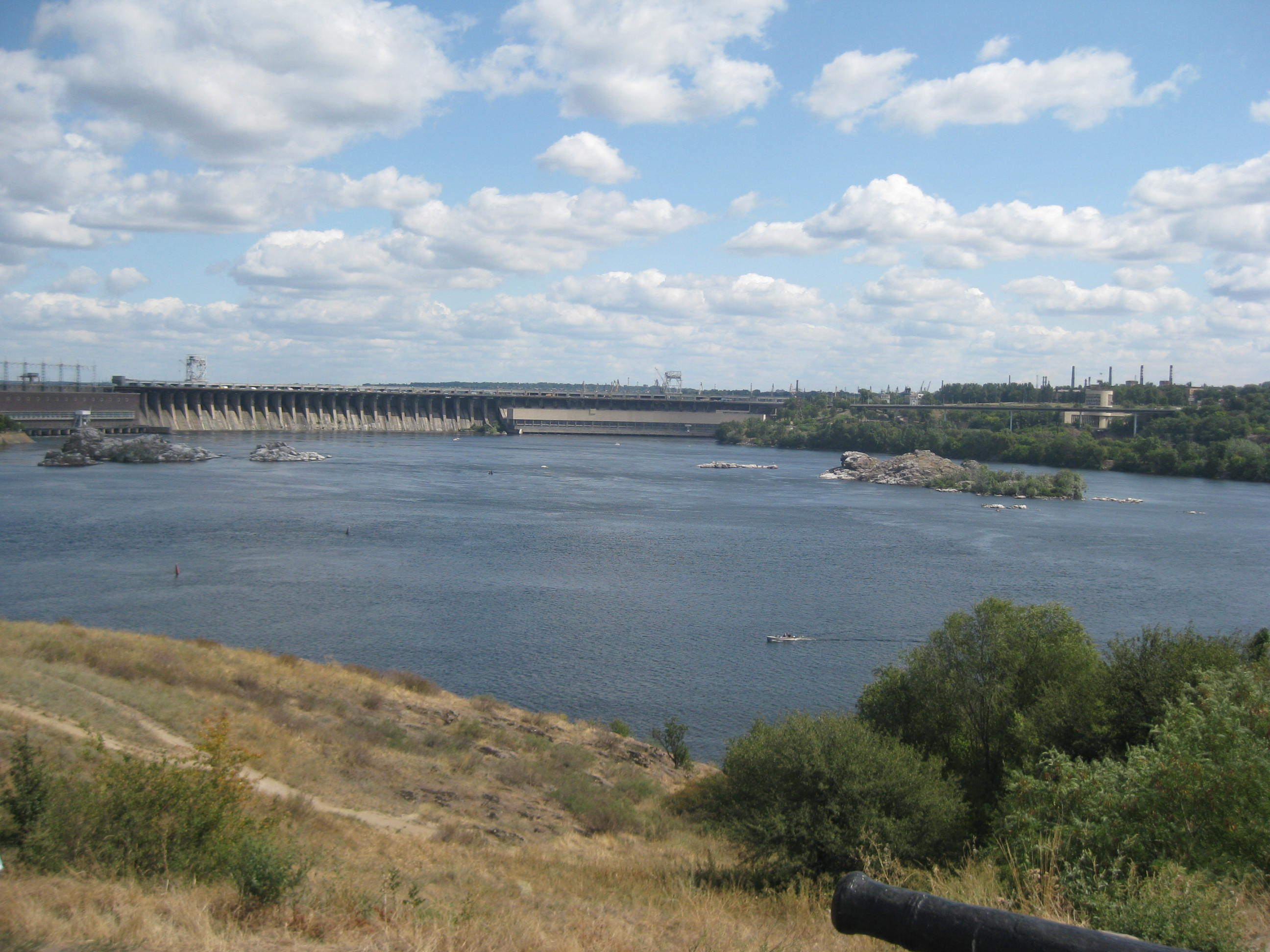
Stuwdam van de waterkrachtcentrale DnjeproGES in Zaporizja, Oekraïne